# Apostasia en l'islam

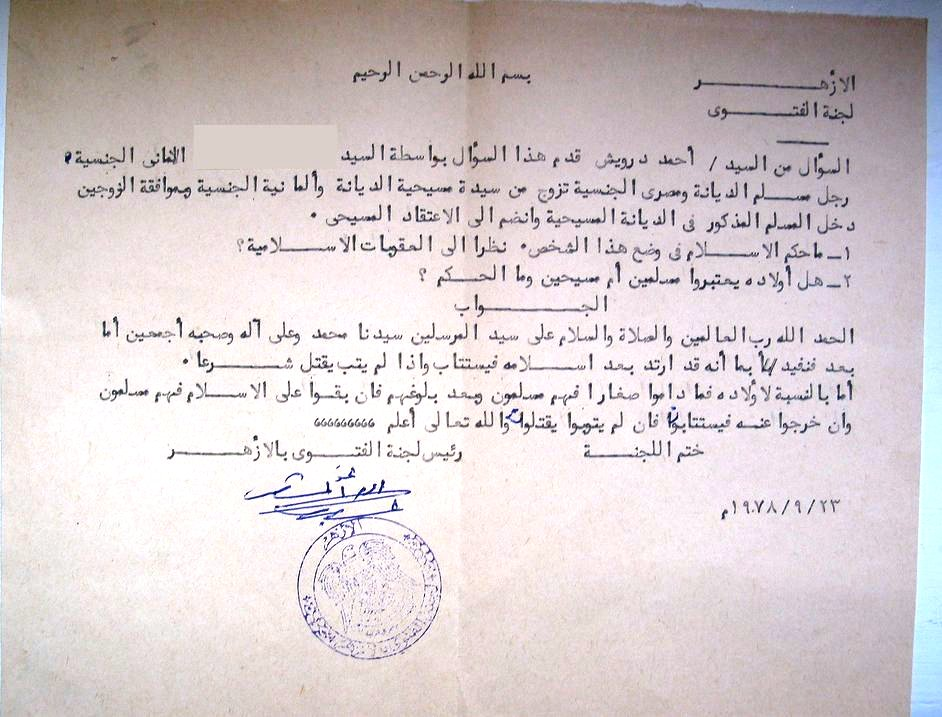
Opinió legal sobre l'apostasia mitjançant una fàtua per a un home que es converteix al cristianisme.

L'apostasia en l'islam (àrab: ارتداد, irtidād o ردة, ridda) és l'acte de renunciar a la fe islàmica i adoptar-ne una altra. En general, l'islam considera que no només és apòstata qui renuncia a la fe musulmana de forma explícita, bé de paraula, bé per escrit, sinó que també ho és qui du a terme actes de deslleialtat o blasfems.
L'apostasia és una noció polèmica: tot i que no hi ha cap versicle de l'Alcorà que estableixi un càstig terrenal per a l'apostasia (l'Alcorà només recull que l'apostaria existeix i que Déu la menysprea), algunes interpretacions consideren que ha de ser castigada amb la pena de mort. De fet, com en moltes altres aspectes, hi ha diferències importants d'interpretació de l'apostaria entre les diverses escoles de pensament jurídic. Existeix un cert consens teòric entre les principals escoles jurídiques islàmiques sobre el fet que un apòstata mereix la mort, però com que existeixen interpretacions que no hi estan d'acord, a la pràctica, en la majoria països musulmans on regeix la llei islàmica rarament s'aplica aquesta pena.

## L'apostasia a l'Alcorà
Dins l'Alcorà, les aleies o versicles 2:256, 3:72, 3:90, 4:48, 4:137 i 5:54 tracten el tema de l'apostasia directament. Cap d'aquestes aleies prescriu un càstig terrenal i, menys encara, la pena de mort.
El versicle 4:137, per exemple, deixa entendre que hom pot apostatar més d'una vegada, la qual cosa que no és pas possible si l'apòstata ha de ser executat després de la primera apostasia.
D'altra part, l'existència d'aleies que afirmen que no hi pot haver compulsió en matèria religiosa sembla contradir la idea que es pugui aplicar la pena de mort als apòstates. A partir d'aquesta constatació, els seguidors del moviment l'Alcorà tot sol rebutgen qualsevol tipus de sanció contra els apòstates.

### Interpretacions
Tal com assenyala l'escriptor paquistanès Ibn Warraq, alguns antics estudiosos musulmans trobaren suport en l'Alcorà per establir la pena de mort contra els apòstates. En aquest sentit, cita el cas d'aix-Xafií, fundador de l'escola xafiïta, una de les quatre escoles jurídiques sunnites, que considera que l'aleia 2:217 estableix que als apòstates se'ls ha d'aplicar la pena de mort. Ath-Thalabí, al-Khàzan i ar-Razí compartien aquesta interpretació. Ibn Warraq també cita el comentari d'al-Baydawí sobre el versicle 4:89: «Qualsevol que renunciï a la seva creença, obertament o secretament, agafeu-lo i mateu-lo allà on el trobeu, igual com qualsevol altre infidel.» 
Aquesta interpretació es pot trobar en autors moderns, com l'ideòleg islamista Abul A'la Maududi, fundador del partit paquistanès Jamaat-e-Islami. Un altre autor actual, Afzal ur-Rahman afirma, amb relació a l'apostasia: «Aquells que abandonen l'islam i no se'n penedeixen i, a més, porten la guerra i el conflicte a la terra han de ser considerats com a assassins: “Però si trenquen el pacte de seguretat que ells ha promès i si ells ataquen la vostra religió i la vostra forma de servir Déu, heu de combatre els dirigents d'aquesta impietat, perquè ells no tenen gaire respecte pel pacte fet. Pot ser que d'aquesta manera ells deixin de fer el mal” (9:12). I a la sura An-Nahl, “Els qui s'oposin a Déu, no creguin en Ell, els que siguin uns renegats (…), aquesta gent, doncs, rebrà la còlera de Déu i un càstig terrible” (16:106).»
No tots els estudiosos actuals comparteixen el punt de vista de Maududi. S. A. Rahman, a partir de l'estudi de les mateixes aleies, afirma que «No sols no hi ha establert cap càstig per a l'apostasia al Llibre [i. e. l'Alcorà] sinó que, a més, la Paraula de Déu clarament estableix la mort natural de l'apòstata, que serà castigat només en el més enllà.» Rahman afegeix que no hi ha referència a la pena de mort en cap dels vint casos d'apostasia mencionats en l'Alcorà. De fet, considera que l'aleia 2:256 és «una de les més importants de l'Alcorà, que conté una carta de llibertat de consciència sense paral·lels en els annals religiosos de la humanitat.» Rahman continua criticant els intents dels estudiosos musulmans duts a terme durant segles d'estrènyer l'evident significat humanitari d'aquesta aleia i d'imposar límits al seu abast per tal d'intentar reconciliar-lo amb les interpretacions d'aquestes mateixos estudiosos de la sunna de Mahoma.
Tanmateix, Ibn Baaz, a Maqaalaat li'l-Shaykh Ibn Baaz, rebutja la idea que l'aleia 2:256 tracti sobre l'apostasia i afirma que només pot aplicar-se als dhimmís, és a dir les persones no musulmanes residents en un país islàmic i que paguen un tribut, la jizya, i a més afegeix que l'aleia va ser abrogada posteriorment.

## L'apostasia als hadits
Els hadits (el conjunt de paraules i accions atribuïdes a Mahoma, recollits per testimonis coetanis i transmesos oralment fins a la seva fixació en diferents col·leccions de hadits) inclouen afirmacions que alguns estudiosos consideren la base per castigar l'apostasia amb la pena de mort. Al recull de hadits Sahih Bukharí, que reuneix molts dels hadits considerats més fiables, hi ha diversos relats que fan relació a l'apostasia:
- «L'Apòstol de Déu digué: “La sang d'un musulmà que confessa que només Déu pot ser adorat i que jo [Mahoma] soc el Seu Profeta no pot ser vessada excepte en tres casos: la persona que comet assassinat, la persona casada que comet adulteri i la persona que renega de l'islam i deixa la comunitat.”» (al-Bukharí, Muhàmmad. «hadit 6878, narrat per Abd-Al·lah». A: Sahih Bukharí (en anglès).  Sunnah.com.)
- «Uns zanàdiqa (ateus) foren duts davant d'Alí i aquest els es va fer cremar. La notícia va arribar a Ibn Abbàs que digué: “Si jo hagués estat al seu lloc, no els hauria cremat pas, perquè l'Apòstol de Déu va prohibir-ho tot dient ‘no castigueu ningú amb el càstig de Déu [i.e. el foc]’. Els hauria mort segons el que va dir l'Apòstol de Déu: ‘A aquell que abandoni la religió islàmica, mateu-lo’.”» (al-Bukharí, Muhàmmad. «Sahih Bukharí, hadit 6922, narrat per Íkrima». A: Sahih Bukharí (en anglès).  Sunnah.com.)
- «Abu-Mussa digué: “Vaig anar a veure el Profeta amb dos homes [de la tribu] d'Aixariyín, l'un a la meva dreta i l'altre a la meva esquerra, mentre l'apòstol de Déu s'estava raspallant les dents, i tots dos homes li van demanar feina. El Profeta digué: ‘Oh, Abu-Mussa (o Oh, Abd-Al·lah ibn Qays)!’. I jo vaig dir: ‘Per Ell Qui va enviar-te amb la Veritat, aquests dos homes no em van dir el que duien al cor i no vaig adonar-me que busquessin una feina’. Com si jo estigués mirant el seu raspall en un racó sota els seus llavis, ell va dir: ‘No designem mai per als nostres assumptes a ningú que busqui una feina. Però, oh, Abu-Mussa (o oh, Abd-Al·lah ibn Qays), ves-te'n al Iemen’. El Profeta va enviar aleshores Muadh ibn Jàbal darrere seu i quan Muadh va trobar-lo, va estendre una catifa i li va demanar de seure-hi. Hi havia un altre home amb Abu-Mussa. Mu'adh preguntà: ‘Qui és aquest home?’ Abu-Mussa digué: ‘Era un jueu que es convertí a l'islam però que ha tornat al judaisme’. Llavors, Abu-Musa demanà a Muadh de seure, però Muadh digué: ‘No seuré fins que ell hagi estat mort. Aquest és el judici de déu i del seu apòstol (per a aquests casos)’, i ho repetí tres vegades. Llavors, Abu-Mussa ordenà que l'home fos mort, i fou mort. Abu-Mussa afegí: ‘Llavors vam parlar sobre les pregàries de la nit i un de nosaltres digué: ‹Jo prego i dormo, i espero que Déu em recompensi pel meu son i per la meva pregària›’.”» (al-Bukharí, Muhàmmad. «Sahih Bukharí, hadit 6923, narrat per Abu-Burda». A: Sahih Bukharí (en anglès).  Sunnah.com.)
- «Un home va convertir-se a l'islam, però després tornà al judaisme. Muadh ibn Jàbal vingué i veié l'home amb Abu-Mussa. Muadh preguntà: “Què passa amb aquest home?” Abu-Mussa contestà: “Va convertir-se a l'islam i després tornà la Judaisme”. Mu'adh digué: “No seuré pas si no el mates, perquè aquest és el veredicte de Déu i del Seu apòstol”.» (al-Bukharí, Muhàmmad. «Sahih Bukharí, hadit 7157, narrat per Mussa». A: Sahih Bukharí (en anglès).  Sunnah.com.)

- «Capítol sobre l'home i la dona apòstates. Ibn Úmar, az-Zuhrí i Ibrahim digueren: “la dona apòstata ha de ser morta i [cercar] el penediment [dels apòstates]: ‘Com ha de guiar Déu un poble que el rebutja, que no hi creu i és infidel, després d'haver cregut en veritat, d'haver professat el veritable origen diví del Missatger i d'haver rebut les proves clares del mateix Déu? Déu, Al·là, no dirigeix, ni pot guiar un poble impiu, que està instal·lat en les tenebres, en la injustícia i en el pecat! Aquests tindran per retribució de la seva acció sols la maledicció de Déu, Al·là, de tots els àngels de tots els homes, conjuntament! Romandran sempre en aquesta maledicció, càstig diví, que mai per a ells s'afluixarà, ni s'obrirà a cap esperança. Llevat que alguns se'n tornin, penedits, després d'això, i facin bones obres, plens de pietat. Car Déu, Al·là. perdona molt, és Indulgent, Misericordiós! Però a aquells que continuïn sent impius, que siguin infidels, després d'haver cregut, i després encara augmentin més la seva impietat, no se'ls acceptarà cap penediment. Aquests són, doncs, i molt de veres, els condemnats, els extraviats, poble perdut.’[3:86–90 (traduït per Míkel de Epalza)]”» (al-Bukharí, Muhàmmad. «introducció al capítol «L'home apòstata i la dona apòstata»)». A: Sahih Bukharí (en anglès).  Sunnah.com.)

## Causes d'apostasia en l'islam

### En termes generals
La definició concreta dels motius d'apostasia varia entre els diferents corrents jurídics i religiosos islàmics. Per comprendre millor les causes d'apostasia, les que segueixen són els motius que justifiquen una condemna per apostasia en un manual de xara o llei islàmica del segle xiv, redactat per Àhmad ibn Naqib al-Misrí segons la tradició xafiïta:
1. Postrar-se davant d'un ídol, tant si es fa de broma com seriosament, com aquell que considera el Creador com una cosa originada en el temps. També es consideren ídols el sol o la lluna i, igual com la prostració davant d'un ídol és abaixar el cap davant d'algú que no sigui Déu, si algú intenta reverenciar-los amb la reverència deguda a Déu també és motiu d'apostasia
2. Tenir intenció d'abandonar la fe, encara que sigui en el futur, o tenir el dubte de si abandonar-la o no: en aquests supòsits hom comet ja immediatament apostasia
3. Pronunciar paraules que impliquin haver deixat de creure, com ara «Déu és el tercer de tres» o «Jo sóc Déu», llevat que estigui fent una cita o que sigui un boig, a qui no es pot considerar responsable
4. Dir coses dolentes de Déu o del Seu Missatger
5. Negar l'existència de Déu, de la Seva benigna eternitat, de la Seva eternitat sense fi, o negar els atributs que el consens dels musulmans Li atribueixen
6. Tenir una actitud sarcàstica amb el nom de Déu o amb el Seu poder, la Seva interdicció, la Seva promesa o la Seva amenaça
7. Negar qualsevol aleia de l'Alcorà o qualsevol cosa que, pel consens dels savis, hi pertany, o afegir-hi alguna aleia que no hi pertany
8. Dir, burlescament, «No sé què és la fe»
9. Respondre a algú que digui «No hi ha altre poder ni altra força que Déu» dient «Tu dius que “No hi ha altre poder ni altra força que Déu”, però això no et salvarà pas de la fam»
10. Per a un tirà, quan una persona oprimida diu «Això passa per voluntat de Déu», respondre-li «Jo actuo sense ordre de Déu»
11. Dir que un musulmà és un no creient (kàfir) en paraules que no puguin pas interpretar-se simplement com que és un desagraït per les benediccions de Déu
12. Quan algú demani que li ensenyin la xahada o professió de fe, rebutjar d'ensenyar-l'hi
13. Descriure un musulmà o algú que vulgui convertir-se a l'islam com a no creient
14. Negar el caràcter obligatori d'una cosa que, segons el consens dels musulmans, forma part de l'islam, com és ben notori; per exemple, la salat o fins i tot qualsevol de les rakes de les cinc pregàries obligatòries, si no hi ha excusa
15. Afirmar que algun dels missatgers o profetes de Déu és un mentider o que no ha estat enviat per Déu
16. Menysprear la religió de l'islam
17. Creure que les coses per si mateixes o per la seva pròpia natura tenen un poder independent de la voluntat de Déu
18. Negar l'existència dels àngels, dels jinns o dels cels
19. Ser irreverent amb alguna norma de la Llei Sagrada
20. Negar que Déu concebés el missatge del Profeta com la religió que ha de seguir tota la humanitat

Com es desprèn d'aquesta llista, els conceptes de blasfèmia, heretgia i apostasia es troben enllaçats pel concepte islàmic de kufr.

## Determinació de l'apostasia
En una societat islàmica, l'apostasia es determina pel testimoni de dos musulmans adults, de condició respectable, les narracions dels quals coincideixin. A més, qualsevol pena de mort ha de basar-se en el testimoni de quatre musulmans adults, de respectable condició i les narracions dels quals concordin.
Segons la tradició islàmica, el tema de l'apostasia es tracta basant-se en les normes de les tradicionals escoles de pensament religiós: malikita, hanafita, xafiïta, hanbalita i jafarita.

## Penes per a l'apostasia
Els punts de vista sobre les penes de l'apostasia varien entre els musulmans. Hi ha molts estudiosos que han establert que la pena per l'apostasia sota la llei islàmica, és a dir, sota la xara és la mort, però també hi ha estudiosos segons els quals l'apostasia no ha d'implicar cap pena terrenal.
Un dels estudiosos que defensa la pena de mort per als apòstates, el Dr. A. Rahman I., a Doi in Shariah: The Islamic Law (A.S. Noordeen, Kuala Lumpur, Malàisia, 1998, p. 265-267), afirma
 La pena de mort en cas d'apostasia ha estat admesa amb acord unànime per totes les quatre escoles de jurisprudència islàmica 
Alhaji Ajijola afirma que l'apostasia és una sentència Hadd i la pena prescrita és la mort. Adbul Qadir Oudah, un prolífic estudiós egipci de la xara a Criminal Law of Islam (Traduït per S. Zakir Aijaz, Kitab Bhavan, Nova Delhi, Índia, 1999 (Edició corregida), Volum II. p. 258-262; Volum IV. p. 19-21, ISBN 81-7151-273-9) afirma que el punt de vista defensat pels juristes pertanyents a les quatre escoles de l'islam és 
 Segons la xara, prendre-li la vida a un apòstata és una acció sense pena o exempta de càstig. Per tant, si algú el mata, no serà considerat culpable 
La qüestió legal entre les diferents escoles consisteix a establir quan un musulmà pot actuar contra un apòstata sense sanció per part de l'estat. A 'Abdurrahmani'l-Djaziri's Kitabul'l-fiqh 'ala'l-madhahibi'l-'arba'a (Vol. 5, pp. 422–440) (Traduït de l'àrab) Primera edició anglesa (Villach): 1997: s'hi afirma que 
 Tots els quatre imams (els fundadors de les quatre escoles de llei islàmica) -Al·là els beneeixi- estan d'acord que l'apòstata l'abandó de l'islam pel qual queda fora de dubte -Al·là ho prohibeixi- ha de ser mort, i la seva sang ha de ser vessada sense contemplacions. L'hipòcrita i l'heretge que es fa passar per musulmà però que, secretament, continua sent un no creient, també ha de ser mort. 
Segons Abdurrahmani'l-Djaziri's Kitabul'l-fiqh 'ala'l-madhahibi'l-'arba'a i.e Apostasy in Islam according to the Four Schools of Islamic Law (Vol. 5, pp. 422–440) Primera Edició Anglesa (Villach): 1997), la Llei Islàmica concedeix a l'apòstata fins a tres dies de presó per penedir-se i tornar a l'islam, si persisteix en l'apostasia cal matar-lo sense contemplacions. Hi ha diferències entre les quatre escoles en alguns detalls sobre com tractar els diferents aspectes d'imposar penes que afectin els béns i propietats de l'apòstata i sobre els drets de la seva família. S'estableix una distinció entre Murtad Fitri, un apòstata nascut de pares musulmans, i Murtad Milli, un apòstata que s'havia convertit a l'islam procedent d'una altra religió. Es mencionen algunes penes addicionals com ara que el divorci és automàtic si un dels cònjuges apostata, la pèrdua de la pàtria potestat sobre els fills i la pèrdua de totes les propietats i drets d'herència; si l'apòstata és menor d'edat serà reclòs en una presó fins que arribi a la majoria i, aleshores, serà mort, el tipus d'execució que es recomana és el de decapitació mitjançant l'espasa.
Hi ha també estudiosos liberals segons els quals l'apostasia no implica cap pena terrenal i l'Alcorà només avisa els apòstates de càstigs al Més Enllà. S.A.Rahman, un antic Cap de la Justícia del Pakistan a (Punishment of apostasy in Islam," Kazi Publ., (1986) ISBN 0-686-18551-X) conclou que no hi ha pena de mort en cap dels vint casos d'apostasia mencionats a l'Alcorà. Abdullah Saeed i Hassan Saeed (Freedom of Religion, Apostasy and Islam, Ashgate Publishing, (30 de març, 2004),ISBN 0-7546-3083-8) argumenta que la pena de mort per apostasia en el dret islàmic entra en conflicte amb uns quants fonaments de l'islam i amb el concepte modern de llibertat de religió. Sostenen que el desenvolupament de la llei de l'apostasia en els primers temps de l'islam fou uns instrument religiós i polític i que hi havia una gran diversitat d'opinió entre els primers musulmans sobre el càstig a l'apostasia. A (Murder in the name of Allah, Lutterworth Press 1989, ISBN 0-7188-2805-4)Mirza Tahir Ahmed, el líder espiritual dels Ahmadis, un grup que es considera una secta musulmana però acusat d'apostasia pel fet d'haver estat declarat no musulmans en molts països musulmans, conclou al seu llibre 
 Si no ve agreujada per algun altre crim, l'apostasia no és pas punible en aquest món. Aquesta és una ensenyança de Déu. Aquesta és una ensenyança del seu Sant Profeta. Aquest és el punt de vista confirmat pels juristes Hanafi,26 Fateh al-Kadeer 27 Chalpi, 28 Hafiz ibn Qayyim, Ibrahim Nakhai, Sufyan Thauri i molts altres. L'afirmació dels Maududians que disposen de consens sobre la tradició que consideren correcta és una mera ficció 
.
Aquest punt de vista el comparteixen alguns estudiosos musulmans tant medievals, com ara Sufyan al-Thawri com moderns, per exemple Hasan at-Turabi, que argumenten que el hadit en què es basa la idea de condemnar a mort els apòstates cal entendre-la com a referida només a la traïció política a la comunitat musulmana i no pas com a l'apostasia en general. Islam on Line Arxivat 2008-05-25 a Wayback Machine.. Aquests estudiosos afirmen que hi ha llibertat per convertir-se tant a l'islam com de l'islam, i consideren el hadit en qüestió com a insuficient per establir la pena de mort; segons ells, l'apostasia és un crim greu, però que no mereix pas la pena de mort.
Amb l'excepció d'alguns països islàmics, com ara l'Iran i l'Aràbia Saudita, els actuals estats musulmans no es basen pas en la xara. Aquests estats sorgiren com a resultat del colonialisme europeu i, en un principi, es legitimen amb una ideologia nacionalista laica. Per això, tenen constitucions escrites, les quals tenen preferència sobre tota d'altra llei, inclosa la xara, per la qual cosa aquests estats han de mirar d'harmonitzar les institucions modernes amb la llei islàmica. En conseqüència, la pena de mort per als apòstates no s'aplica avui dia en molts països islàmics, però una gran majoria de musulmans consideren una greu ofensa que algú abandoni l'islam. Un exemple de la necessitat de reconciliar un codi penal constitucional amb la xara són les lleis contra la blasfèmia vigents al Pakistan. El 1980, sota el mandat del president Zia-ul-Haq, va ser instituït el Tribunal Federal de la xara al qual se li conferia jurisdicció per examinar qualsevol llei vigent per assegurar-se que no fos contrària a l'islam; en els seus primers actes, aquest tribunal va promulgar cinc lleis que, explícitament, condemnaven les minories religioses:
- la llei contra la blasfèmia
- la llei penalitzant les injúries a l'Alcorà
- la prohibició d'insultar les esposes, família i companys del Profeta de l'islam
- dues lleis restringint les activitats dels ahmadis, declarats no musulmans

En temps del Califat, l'apostasia es considerava traïció i, per tant, es castigava amb la mort, sota l'autoritat del califa, els casos més famosos foren els dels Màrtirs de Còrdova. Avui dia, l'apostasia es castiga amb la mort a Aràbia Saudita, Qatar, Iemen, Iran, el Sudan i Mauritània. Al Pakistan la blasfèmia també es castiga amb la mort. El 1980, el codi penal del Pakistan va tipificar com a delicte el fet de formular crítiques contra qualsevol personalitat reverenciada per l'islam. El 1986, aquesta llei fou estesa per incloure específicament el Codi Penal 295-C: les injúries al Sant Profeta de paraula, escrita o oral, o amb dibuixos o qualsevol insinuació que, directament o indirecta, ofengui el nom sagrat nom del Profeta, la pau sigui amb ell es castiguen amb la mort o amb la cadena perpètua i, a més, amb una multa. L'octubre de 1990, el Tribunal Federal de la xara va establir que la pena pel menyspreu cap al Profeta és la mort i cap altra. En el seu informe de 1996, Amnistia Internacional va explicar que, al Pakistan, aquestes lleis es feien servir, a més, per perseguir els membres de minories religioses com ara els cristians i els Ahmadis i que
 En tots els casos coneguts per Amnistia Internacional, aquestes acusacions s'han formulat arbitràriament, basant-les només en les creences dels membres de les minories religioses i contra membres de la majoria musulmana partidaris d'idees modernes. Les proves disponibles indiquen que les acusacions foren plantejades com a mesura coercitiva contra els membres de les minories religioses i els dissidents de la majoria musulmana i que l'hostilitat cap a les minories religioses sovint es relaciona també amb enemistats personals, enveges professionals o rivalitats econòmiques o amb un desig d'aconseguir avantatges polítics 
El cas més destacat d'un personatge actual acusat d'apostasia, a causa d'haver blasfemat, és Salman Rushdie per haver escrit el seu llibre Els Versicles Satànics; Rushdie fou condemnat a mort per l'aiatol·là Khomeini, el 1989.

## L'apostasia en el passat recent
Resulta impossible efectuar un recompte o dur una estadística dels musulmans que abandonen l'islam perquè els exmusulmans són molt refractaris a declarar la seva apostasia fins i tot a amics i familiars a causa de la por a represàlies i marginació, fins i tot en el cas que resideixin en països occidentals. Als països musulmans, la més greu amenaça contra els apòstates ve de persones individuals que, prenent-se la justícia pel seu compte, assassinin el sospitós d'apostasia, en aquests casos, la justícia penal d'aquell país no actua contra el culpable d'aquest assassinat. Un exemple entre molts es donà a Bangladesh, on un apòstata que havia esdevingut predicador evangelista fou apunyalat mentre tornava de veure una versió filmada de l'Evangeli de Lluc. A Bangladesh, no hi ha llei contra l'apostasia però ningú no perseguí l'assassí de l'apòstata (Gartenstein-Ross, Daveed: When Muslims Convert, divendres, 4 de març del 2005, Commentary Magazine 2005). Hi ha informacions sobre uns dos-cents mil musulmans que han abjurat de l'islam al Regne Unit (Muslim apostates cast out and at risk from faith and family by Anthony Browne Arxivat 2005-12-23 a Wayback Machine.), els quals s'exposen a agressions, violència i fins i tot ser assassinats pels musulmans.
En el seu informe del 2005 sobre el Pakistan, Amnistia Internacional exposà el cas de Samuel Masih un cristià de vint-i-set anys empresonat l'agost del 2003 i acusat d'haver llençat escombraries a terra a prop d'una mesquita a Lahore. Segons la secció 295 del Codi Penal del Pakistan, injuriar un lloc de culte és un delicte que es castiga amb dos anys de presó. Samuel Masih va estar reclòs a la presó de Lahore però fou traslladat a l'hospital el maig del 2004 perquè patia de tuberculosi. Va morir en ser atacat per un agent de policia a l'hospital.
D'altres exemples de persecució d'apòstates convertits al cristianisme a Kuwait, el Sudan, Iran, Iemen, Pakistan, Egipte i Bangladesh els ha presentats la Fundació Barnabas (Barnabas Fund: The Application of the Apostasy Law in the world today Arxivat 2005-07-27 a Wayback Machine.). L'informe de la Fundació Barnabas conclou que:
 L'àmbit de l'apostasia i la blasfèmia i dels "crims" que s'hi relacionen és una síndrome molt complexa en totes les societats musulmanes, que toca un nervi molt sensible i provoca grans explosions emocionals contra els sospitosos d'actes de traïció i d'atacs contra l'islam i el seu honor. Mentre que, per una banda, hi ha algunes poques veus dissidents dins de les societats musulmanes, l'amenaça d'aplicació de les lleis d'apostasia i blasfèmia contra qualsevol que en critiqui l'aplicació és una arma suficient per intimidar els oponents, silenciar les crítiques, castigar els rivals i rebutjar innovacions i reformes, i per mantenir les comunitats no musulmanes "al seu lloc".
Uns punts de vista similars els expressa l'entitat no religiosa International Humanist and Ethical Union (Vegeu: The fate of Infidels and Apostates under Islam Arxivat 2012-08-01 at Archive.is).

## Raons per a la pena de mort
Abu Ala Maududi sintetitza algunes de les objeccions que hom pot presentar a les raons que els estudiosos islàmics donen per justificar la pena de mort per als apòstates. Aquestes objeccions són:
- La pena de mort per als apòstates va contra la llibertat de consciència. Com es pot acceptar enviar un apòstata a la forca quan ha decidit deixar l'islam?
- Una fe que hom manté per por a la mort no pot ser pas una fe genuïna. Aquesta fe serà manifestament una actitud hipòcrita duta a terme per salvar la vida.
- Si totes les religions establissin la pena de mort per a l'apostasia, no sols resultaria difícil per als musulmans convertir-se a una altra religió, sinó també que els no musulmans es convertissin a l'islam.
- Resulta incongruent dir per una banda No ha d'haver-hi compulsió en religió (Alcorà 2:256) i Qualsevol que vulgui creure deixeu-lo creure i qualsevol que no vulgui creure deixeu-lo que no cregui (Alcorà 18:30) i, per l'altra, amenaçar amb la pena de mort qui abandoni l'islam

Maududi afirma que els malentesos i les crítiques a la pena de mort per als apòstates es basen en una mala comprensió fonamental de l'islam. Ell afirma que:
 Si l'islam fos realment una religió en el sentit que s'entén avui dia, certament resultaria absurd prescriure la pena de mort per a aquells que volen deixar-la perquè se senten insatisfets amb els seus principis 
 L'Islam no és pas únicament una religió en l'actual sentit tècnic del terme sinó un complet sistema de vida, que es refereix no pas únicament a l'àmbit metafísic sinó a la naturalesa i a qualsevol cosa de la naturalesa. No tracta pas únicament de la salvació de l'ànima després de la mort, sinó d'un autèntica organització de la vida abans de la mort 
 Quan exposen objeccions sobre la pena de mort per als apòstates, els crítics tenen al cap només una religió. En canvi, quan presentem els arguments que demostren la validesa d'aquest càstig, els musulmans tenim present no pas una simple religió sinó un estat construït sobre una religió i l'autoritat dels dels principis, més que no pas l'autoritat d'una família, clan o poble 
I com que es tracta d'un estat, Maududi declara que l'islam té dret a protegir la seva existència declarant proscrits els actes que destrueixin el seu ordre i, així, equipara apostasia amb traïció. Llavors, passa a explicar les diferències entre un kàfir, un dhimmí i la legitimitat de la pena de mort per a ells si apostaten després d'haver-se convertit a l'islam, i per a aquells nascuts de pares musulmans. Afirma Maududi:
 De totes maneres, el cas és que els nens nascuts de família musulmana se'ls considera musulmans i, segons la llei islàmica, la porta de l'apostasia mai no estarà oberta per a ells. Si algun d'ells renuncia a l'islam, mereixerà la pena de mort igual com un convers a l'islam que després renunciï a la fe. Tots els juristes de l'islam hi estan d'acord. En aquest tema no hi ha cap diferència entre els entesos en la xara. 
Maududi considera l'amenaça d'execució no pas com un mitjà per obligar algú a mantenir-se dins de l'islam sinó la manera de mantenir fora de la comunitat islàmica aquells que no hi estan sincerament compromesos. Maududi rebutja la tercera objecció perquè, a diferència de les altres religions que són lliures d'intercanviar creients, l'islam és la base en què les idees i les accions de la societat i de l'Estat estan construïdes i, per tant, no pot permetre mantenir les portes obertes cap a la seva ruïna, a l'esmicolament de la seva estructura, a la fractura de l'esquelet de la seva existència i compara la pena de mort per als apòstates a les penes per traïció previstes pels codis penals del Regne Unit i dels Estats Units. Maududi també rebutja l'acusació d'incongruència amb aquestes paraules:
No ha d'haver-hi compulsió en religió (Alcorà 2:256) significa que no hem d'obligar ningú a convertir-se a la nostra religió. I aquesta és realment la nostra pràctica. Nosaltres avisem de bon principi a qualsevol que vulgui venir i anar-se'n que la porta no és pas oberta per venir i anar-se'n. Per tant, qualsevol que vulgui venir ha de saber abans de venir que no hi ha possibilitat de tornar enrere.
Bàsicament, aquests mateixos arguments els exposa l'escriptor xiïta Sayyid Muhammad Rizvi al seu breu article Apostacy (Irtidad) in Islam,, basant-se en les opinions dels primers estudiosos de l'islam
Com que els musulmans que es diuen liberals no accepten pas la pena de mort per als apòstates, és evident que no presenten pas arguments a favor de la pena de mort per als apòstates.